# Jupiter LXVII
Jupiter LXVII (désignation provisoire S/2017 J 6) est un satellite naturel de Jupiter.
Le satellite reçoit sa désignation permanente, Jupiter LXVII, le 25 septembre 2018 dans la Minor Planet Circular no 111804.